# Halenia umbellata
Halenia umbellata là một loài thực vật có hoa trong họ Long đởm. Loài này được (Ruiz & Pav.) Gilg mô tả khoa học đầu tiên năm 1906.